# 承快法親王
承快法親王（しょうかいほうしんのう、天正19年2月14日（1591年4月7日） - 慶長14年8月20日（1609年9月18日））は、安土桃山時代から江戸時代初期にかけての皇族。
後陽成天皇の第二皇子。母は大典侍局中山親子。御称号は二宮（にのみや）。通称七條殿・七條宮。後陽成天皇にとっては覚深入道親王・聖興女王に次いで3人目の、親子にとっては覚深に次いで2人目の子である。
慶長3年12月29日（1599年1月25日）、仁和寺に入室し、同6年に三千院で最胤入道親王について出家した。梶井門跡（三千院門跡）を継承した。
曲直瀬玄朔の『玄朔道三配剤録』に同12年閏4月頃の病状と調剤記録が残っている。同14年8月20日薨去。享年19歳。同月25日に葬送があった。法号は実性院。墓所は大原勝林院の北側にある梶井宮墓地。